# مايكل إل إجوي
مايكل إل إجوي (بالإنجليزية: Michael L. Igoe)‏ (و. 1885 – 1967 م) هو سياسي، ومحام، وقاض من الولايات المتحدة الأمريكية ولد في سانت باول، مينيسوتا.
وهو عضو في الحزب الديمقراطي الأمريكي .